# レッド・ツェッペリンの海賊盤
本項目ではレッド・ツェッペリンの海賊盤について述べる。イギリスのロックバンド、レッド・ツェッペリンは海賊盤が数多くリリースされるアーティストの一つであり、その数は現在も増え続けている。海賊盤によって公表された彼らのパフォーマンスの音声および映像は、バンド自体または他の法的権限の下で正式にリリースされることはなかった。音源はライブコンサートのパフォーマンスおよびバンドが行ったスタジオセッションからのアウトテイクで構成される。レッド・ツェッペリンの海賊盤は何百も存在し、ファンによって広く収集されている。

## 概観
レッド・ツェッペリンは1970年代を通して最も頻繁に海賊盤が制作されたアーティストの一つであり、今日でもロック・ミュージックの歴史の中で最も海賊盤が制作されるアーティストの一つである。1999年8月、彼らは英国レコード産業協会の著作権侵害対策ユニットの調査で、384の海賊盤が確認され、イギリスで最も海賊盤が制作されたミュージシャンのリストのトップとなった。この現象の一つは彼らの人気によるものであり、これにより非公認レコーディングの大規模で熱狂的な市場が確保された。またもう一つは、公演に参加した観客の数が多かったため、これらのコンサートに持ち込まれた録音機器を効果的に検出することは事実上不可能であった。
レッド・ツェッペリンのマネージャーであるピーター・グラントは、コンサートでの録音に対して特別な措置を講じることがあった。彼はレッド・ツェッペリンの海賊盤を販売していたロンドンのレコード店を個人的に訪れ、すべてのレコードの引き渡しを要求したと報告されている。彼はまたレッド・ツェッペリンのコンサートで観客を監視し、録音機材に似たものを発見した。1971年にバンクーバーで行われたあるコンサートで、彼はそれを会場の床に設置された録音機器であると考え、その機器を破壊し、それを個人的に確認したが、後でその機器が市当局によってコンサートの音量を調査するために設置された騒音調査器であることが判明した。同様に、1970年のバース・フェスティバルで彼は無許可の録音機器に対してバケツの水を浴びせかけた。
しかし、これらの努力も1970年代以降のレッド・ツェッペリンの海賊盤の洪水を防ぐには十分ではなかった。レッド・ツェッペリンの研究家であるデイヴ・ルイスは以下のように述べている。：
「ブートレグ」と「レッド・ツェッペリン」は、30年以上にわたって同義語である。マネジャーのピーター・グラントがショーを録音して捕まえた者に対して非情な対応をしたにもかかわらず、バンドのコンサートはビートルズ、[ボブ]ディラン、[ブルース]スプリングスティーン、[ローリング]ストーンズをも凌駕する史上最も海賊盤が作成されたものであった。イギリスで行われた最後の7つのショー（アールズ・コートで5回、ネブワースで2回）は、それだけで100を超える異なる海賊盤がリリースされた。バンドのライブギグのほぼすべてのアマチュアレコーディングが[リリースされた]。

### 初期の海賊盤
1970年代に、Smilin'Ear、Kornyfone、Dragonfly、Trade Mark of Quality、Condor、Toastedなどのレーベルが、レッド・ツェッペリンのいくつかのショーの非公式録音をLPでリリースした。以下の表にはそれらの一部が含まれる。それらのほとんどはオーディエンス録音のテープから制作されたが、いくつか（Destroyerなど）はサウンドボード録音のテープが使用された。
| タイトル                          | 概要 | 注 |
| --------------------------------- | --- | --- |
| Gonzaga '68                       | スポケーン、ゴンザガ大学、1968年12月30日 | オーディエンス録音 |
| The Rising of The Zeppelin        | サンフランシスコ、フィルモア・ウェスト、1969年4月24日                                                                                            | 1969年1月9日と日付が誤って表示された。オリジナルのLP盤は赤、緑、青のカラー盤であった。 |
| Killing Floor                     | ボストン、ボストン・ティー・パーティー、1969年1月26日                                                                                            | オーディエンス録音 |
| Don't Mess With Texas             | ダラス、テキサス・インターナショナル・ポップ・フェスティバル、1969年8月31日                                                                      | サウンドボード録音 |
| We're Gonna Groove/Feel All Right | スイス、モントルー、モントルー・カジノ、1970年3月7日                                                                                             | 『Feel All Right』は1984年に Audio Recording Corporation からリリースされた。その際は Live in Montreux 1971 と誤ったタイトルであった。 |
| Mudslide                          | カナダ、バンクーバー、パシフィック・コロシアム、1970年3月21日                                                                                    | レッド・ツェッペリンの最初の海賊盤。FM放送が音源。「Mudslide」は「PB」のリメイク盤。 |
| Ottawa Sunshine                   | トラック 1-3 はロンドンでFM放送用に1969年3月19日に録音された。残りのトラックは1970年4月14日にカナダのオンタリオ州オタワでのライブ。              | サウンドボード / オーディエンス録音 |
| Live on Blueberry Hill            | ロサンゼルス、ロサンゼルス・フォーラム、1970年9月4日                                                                                             | オーディエンス録音。極初期のツェッペリンの海賊盤LPの一つ。 |
| BBC Zep                           | ロンドン、ザ・パリス・シアター、1971年4月1日 | サウンドボード録音（モノラル）。これも極初期の海賊盤LPの一つ。(1972年）後にオフィシャル盤『BBCライヴ』に収められた。 |
| Going to California               | バークレー、バークレー・コミュニティ・シアター、1971年9月14日                                                                                    | オーディエンス録音 |
| Japan Tour '71                    | 東京、日本武道館、1971年9月23日 | オーディエンス録音。BUG Recording Corp によるリリース。 |
| The Making of Friends             | インド、ボンベイ、1972年4月 | サウンドボード録音 |
| Custard Pie                       | 西ドイツ、オッフェンブルク、1973年3月24日 | オーディエンス録音 |
| Tympani for the Butter Queen      | フォートワース、タラント・カウンティ・コンヴェンション・センター、1973年5月19日                                                                  | サウンドボード録音 |
| Bonzo's Birthday Party            | ロサンゼルス、ロサンゼルス・フォーラム、1973年5月31日                                                                                            | オーディエンス録音。（不完全なサウンドボード録音が存在する。）ジミー・ペイジの友人である写真家のロス・ハルフィンは「ウィリアム・スタウトというアーティストのアートワークが私のお気に入りです…」と語っている。「バースデーケーキから飛び出てくるブタのイラストが好きです。ウィリアム・スタウトはローリング・ストーンズの海賊盤『In Exotic Honolulu』とザ・フーの『Who's Zoo』のアートワークも手がけています。」 |
| Persistence                       | サンフランシスコ、ケザー・スタジアム、1973年6月2日                                                                                               | オーディエンス録音 |
| V-1/2                             | シアトル、シアトル・センター・コロシアム、1973年7月17日                                                                                          | オーディエンス録音 |
| Duckwalks and Lasers              | ニューヨーク、マディソン・スクエア・ガーデン、1973年7月28日およびフォートワース、タラント・カウンティ・コンヴェンション・センター、1977年5月22日 | サウンドボード録音（side 1 & 2 – 1973年7月28日）、オーディエンス録音（side 3 & 4 – 1977年5月22日）。 |
| 214                               | シアトル、シアトル・センター・コロシアム、1975年3月21日                                                                                          | オーディエンス録音 |
| 207.19                            | シアトル、シアトル・センター・コロシアム、1975年3月21日                                                                                          | オーディエンス録音 |
| Earls Court                       | ロンドン、アールズ・コート・アリーナ、1975年5月24日                                                                                              | サウンドボード録音 |
| Destroyer                         | クリーブランド、リッチフィールド・コロシアム、1977年4月27日                                                                                      | サウンドボード録音 |
| Listen to This Eddie              | ロサンゼルス、ロサンゼルス・フォーラム、1977年6月21日                                                                                            | オーディエンス録音（マイク・ミラードによる） |
| For Badgeholders Only             | ロサンゼルス、ロサンゼルス・フォーラム、1977年6月23日                                                                                            | オーディエンス録音（オリジナルのLP盤の音源の録音者は不明であるが、マイク・ミラードによるものと広く誤解された。）「モビー・ディック」とアンコールにキース・ムーンが参加している。 |

### 1980年代：サウンドボード盤
1980年代後半、レッド・ツェッペリンのギタリストであるジミー・ペイジの自宅に賊が侵入しオリジナルのサウンドボード録音テープが盗まれた。これらのテープは後に海賊盤リリースのためにコピーされ、その結果ツェッペリンのサウンドボード録音が用いられた海賊盤が大幅に増加した。また、いくつかのスタジオ録音のアウトテイクも盗まれ、『Jennings Farm Blues』（1969年10月に録音された「スノウドニアの小屋」のエレクトリック・バージョンのランスルーをフィーチャー）『Studio Daze』（「貴方を愛し続けて」「ノー・クォーター」「オール・マイ・ラヴ」の様々な異なるスタジオミックスを含む）といった海賊盤がリリースされた。

### 1990年代：CD時代
1990年代には、多数のレッド・ツェッペリンの海賊盤がCDでリリースされるようになり、日本ではタランチュラやアントラバータなどのレーベルから多くの高音質の海賊盤が限定版としてリリースされた。最も重要な90年代のレーベルTDOLZ（The Diagrams of Led Zeppelin）は、行われたコンサートのほとんどをカバーし、100を超えるタイトルをリリースした。1999年にBBCは流通しているレッド・ツェッペリンの海賊盤のタイトルの数がビートルズのタイトルを上回ったと伝えている。
CDでリリースされたいくつかの注目すべきレッド・ツェッペリンの海賊盤は次の通り：
- 『Don't Mess with Texas』：1969年8月31日にダラスで開催されたテキサス・インターナショナル・ポップ・フェスティバルでの録音。
- 『Burn Like A Candle』：1972年6月25日のロサンゼルス・フォーラムの完全なショー。
- 『Pigeon Blood』：1973年5月5日のフロリダ州タンパ・スタジアムでの録音。
- 『Knebworth』：1979年8月4日および11日に行われたネブワース・フェスティバルでのバンドのパフォーマンス。

### 2000年代から現在：エンプレスバレイによるブレイクスルー
タランチュラは10年ほどで活動を停止、後継としてFraggeやアカシック・レコードなどいくつかのレーベルが出現したが、その中でもエンプレスバレイ（Empress Valley Supreme Disc,EVSD）によって、これまで流通していなかった多数の完全な高品質サウンドボードレコーディングがリリースされた。エンプレスバレイは多くのサウンドボード録音のタイトルを公開したが、『Working Tapes』を含む一部は、ファンがすでにインターネット経由で公開、取引したテープの単なる再パッケージであった。また『Physical Rocket』DVDなどの初期のリリースは、標準以下の品質のビデオテープから作成され、後にファンによって公開されたバージョンの方が品質をはるかに上回った。
| リリース年 | タイトル                               | 概要 |
| ---------- | -------------------------------------- | --- |
| 2002       | The Zeppelin Express Physical Rocket   | ロンドン、アールズ・コート・アリーナ、1975年5月25日：プロショットの映像がDVDでリリースされ、オーディオ部分が『A Young Person's Guide to Led Zeppelin』『When We Were Kings』のタイトルで2度リリースされた。 |
| 2002       | Flying Circus                          | ニューヨーク、マディソン・スクエア・ガーデン、1975年2月12日 |
| 2003       | Florida Sunshine                       | オーランド、オーランド・スポーツ・スタジアム、1971年8月31日 |
| 2003       | Bringing the House Down                | ランドーバー、キャピトル・センター、1977年5月26日 |
| 2003       | Chasing the Dragon                     | ダラス、メモリアル・オーティトリアム、1975年3月4日：この日のサウンドボード音源は不完全な物が流通していた。『Statistical Analyzing Shot』には『A Conspiracy in Dallas』として収められた。 |
| 2004       | Conspiracy Theory                      | サンディエゴ、スポーツ・アリーナ、1975年3月14日。このCDがリリースされるまでライブの行われた日付が不明であった。 |
| 2004       | St. Louis Blues                        | セントルイス、セントルイス・アリーナ、1975年2月16日 |
| 2005       | The Dragon Snake                       | ヒューストン、ザ・サミット、1977年5月21日 |
| 2006       | Snow Jobs                              | カナダ、バンクーバー、パシフィック・コロシアム、1975年3月19日 |
| 2007       | Days Confused                          | ダラス、メモリアル・オーティトリアム、1975年3月5日：『Statistical Analyzing Shot』には『The Ultimate Punishment』として収められた。 |
| 2007       | Working Tapes                          | イギリス、サウサンプトン大学、1973年1月22日 |
| 2007       | The Powhatan Confederacy               | ランドーバー、キャピトル・センター、1977年5月28日 |
| 2008       | St. Valentine's Day Massacre           | ユニオンデール、ナッソー・コロシアム、1975年2月14日 |
| 2009       | Long Beach Californication             | ロングビーチ、ロングビーチ・アリーナ、1975年3月11日 |
| 2009       | Rampaging Cajun                        | バトンルージュ、LSU・アセンブリ・センター、1975年2月28日 |
| 2010       | Magical Sound Boogie                   | ニューヨーク、マディソン・スクエア・ガーデン、1977年6月7日 |
| 2011       | Haven't We Met Somewhere Before?       | シアトル、シアトル・センター・コロシアム、1975年3月17日 |
| 2012       | Snowblind                              | カナダ、バンクーバー、パシフィック・コロシアム、1975年3月20日：このセットには前日のライブを収録した『Snow Jobs』も収められた。 |
| 2012       | Double Shot                            | ランドーバー、キャピトル・センター、1977年5月25日、30日：2日分のライブが1つのセットでリリースされた。『Maryland Moonshine』はキャピトル・センターの4回のショーを全て収めたボックスセット。（1977年5月26日と1977年5月28日のライブは既発） |
| 2013       | The King's of the Stone Age            | ユニオンデール、ナッソー・コロシアム、1975年2月13日：『Jamming with a Woody』は2月13日のサウンドボード録音を収めた3枚組。同時にリリースされた『The King's of the Stone Age』は9枚組のボックスセット。2008年にリリースされた『St. Valentine's Day Massacre』（1975年2月14日のサウンドボード音源）および2002年にリリースされた『Fighting Back At the Coliseum』（1975年2月13日のオーディエンス音源）が一緒に収められた。『The King's of the Stone Age』の6枚組バーションは2月13日と2月14日のサウンドボードのみを収めた物。 |
| 2014       | Texas Hurricane                        | フォートワース、タラント・カウンティ・コンヴェンション・センター、1977年5月22日 |
| 2015       | Rock Super Stars                       | フォートワース、タラント・カウンティ・コンヴェンション・センター、1975年3月3日：『Statistical Analyzing Shot』には『Sparking J.H.B.』として収められた。 |
| 2016       | Ultra Violent Killer Droog             | ランドーバー、キャピトル・センター、1975年2月10日 |
| 2017       | Deus Ex Machina                        | シアトル、シアトル・センター・コロシアム、1975年3月21日 |
| 2018       | How The East Was Won                   | 大阪、フェスティバルホール、1971年9月29日 |
| 2020       | The Awesome Foursome Live at the Forum | ロサンゼルス、ロサンゼルス・フォーラム、1975年3月24日 |
| 2021       | Jesus                                  | ブルーミントン、メット・センター、1975年1月18日 |

エンプレスバレイは今のところ新しいサウンドボード音源の唯一のサプライヤーであるため、彼らが発表したタイトルは後に多数のマイナーレーベルによって複製され、時には異なったタイトルが付けられている。ただし、上記のように、エンプレスバレイは、既存のテープを再パッケージ化する独自の役割を果たしている。

### インターネットによる海賊音源トレード
ブロードバンドインターネットアクセスが広く利用可能になる前の80年代と90年代には、海賊音源（CD-Rまたはコンパクトカセットによるコピー）は主に郵便で流通していた。現在、レッド・ツェッペリンの非公認音源はすべてインターネットで入手でき、主にBitTorrentを介して可逆圧縮ファイルで入手できる。非可逆圧縮形式（MP3など）でのデコードと再配布は、音質を低下させ、受信者が利用可能な最高のコピーを受信しているかどうかを知るのを困難にする可能性があるため、トレードコミュニティの間では好まれない。2000年代には、以前は流通していなかったオーディエンス録音が主にBitTorrentに登場した。
2000年代からWebに登場した、これまでに聞いたことのない注目すべきオーディエンス音源：
- ミシガン州デトロイト、オリンピア・スタジアム、1970年8月28日
- ニューヨーク、マディソン・スクエア・ガーデン、1970年9月19日
- スイス、モントルー、モントルー・カジノ、1971年8月7日
- ペンシルベニア州フィラデルフィア、ザ・スペクトラム、1972年6月13日
- イリノイ州シカゴ、シカゴ・スタジアム、1975年1月22日
- オハイオ州シンシナティ、リバーフロント・コロシアム、1977年4月20日
- ケンタッキー州ルイビル、フリーダム・ホール、1977年4月25日
- フランス、パリ、エコール・サントラル、1969年12月6日
- デンマーク、オーデンセ、フィンズ・フォーラム、1971年5月4日

## 2007年の訴訟
2007年7月、ペイジはグラスゴーの州裁判所に出廷し、レッド・ツェッペリンを代表してブートレガーの容疑者に対して証言を行い、証拠を閲覧した。ロバート・ラングレー容疑者は著作権者の許可なしに製品を製造及び販売した12件の罪で起訴され、罪を否認した。
ペイジには何百ものCDとDVDが提示された。その内容は彼のソロ・マテリアルからヤードバーズ時代、レッド・ツェッペリン時代の物まで含まれ、それらは2005年にラングレーがスコットランドで販売したとされるものであった。その多くは、1980年代初頭にペイジの家から盗まれた個人的なコレクションからの映像と音声を含んでいた。商品はニューヨークで販売されており、店主はそれが公式の物だと思っていた。ペイジは後に「あなたが合法的に見えるこのようなものを持っているなら、それは全く正しくない。」と語っている。
ペイジの証言に続いて、ラングレーは彼の罪状認否を変更し、3件の商標侵害と2件の著作権侵害について有罪を認めた。彼は懲役20か月の刑を言い渡された。それは当時、スコットランドのブートレガーに言い渡された最高刑であると考えられていた。

## 参照
1. ↑  Heylin, Clinton (2004). Bootleg! The Rise & Fall of the Secret Recording Industry. Omnibus Press. ISBN 1-84449-151-X
2. ↑  “Led Zeppelin rock bootleg chart”. BBC Online Network - Entertainment.   BBC (1999年8月17日). 2002年8月11日時点のオリジナルよりアーカイブ。2007年12月15日閲覧。 “"Led Zep" have overtaken previous chart-toppers The Beatles, in the latest list compiled by the British Phonographic Industry (BPI).... The BPI Anti-Piracy Unit identified 384 bootleg titles featuring Led Zeppelin performances. These albums typically contain plundered studio out-takes and amateur recordings made at concerts.”
3. ↑  Led Zeppelin gain dubious honour of being Britain's most bootlegged band. The Independent. Retrieved 25 March 2010.
4. ↑  Newspaper clipping on ledzeppelin.com (official site)
5. ↑  Welch, Chris (1994) Led Zeppelin, London: Orion Books. ISBN 1-85797-930-3, pp. 24, 56.
6. ↑  Dave Lewis (2003), Led Zeppelin: Celebration II: The 'Tight But Loose' Files, London: Omnibus Press. ISBN 1-84449-056-4, p. 16.
7. ↑  discogs.com/Rolling-Stones-In-Exotic-Honolulu/master/338681
8. ↑  discogs.com/The-Who-Whos-Zoo/master/592560
9. ↑  Halfin, Ross (May 2015). “Who's Who”. Classic Rock #209.
10. 1 2  “Star Page witness in bootleg case”. BBC News.   BBC (2007年7月26日). 2012年8月10日閲覧。
11. ↑  “Jimmy Page Testifies In Bootlegging Trial”. blabbermouth.net.   Roadrunner Records (2007年7月26日). 2011年6月6日時点のオリジナルよりアーカイブ。2012年8月10日閲覧。 “The star told the ongoing court case that the discs had never been authorized for manufacture, distribution or sale.”
12. ↑  “Man admits Led Zep bootleg charge”. BBC News.   BBC (2007年7月30日). 2012年8月10日閲覧。
13. ↑  “Page's role in piracy conviction”. BBC News.   BBC (2007年8月30日). 2012年8月10日閲覧。